# 파고델발로디라우로
파고델발로디라우로(이탈리아어: Pago del Vallo di Lauro)는 이탈리아 캄파니아주 아벨리노도의 코무네다.